# Batalla de Breitenfeld (1631)
La batalla de Breitenfield, librada el 17 de septiembre de 1631 en el marco de la guerra de los Treinta Años, se desarrolló cerca de Breitenfeld junto a Leipzig (Alemania) y en la que vencieron los protestantes.
Esta batalla fue una de las de mayor envergadura en la guerra. Johan Tzerclaes, Conde de Tilly, derrochó más de dos tercios de su ejército contra Gustavo II Adolfo de Suecia, que solo sufrió pérdidas relativamente bajas. La victoria de los protestantes es atribuida principalmente a la excesiva confianza de Tilly en su ejército imperial veterano, a la alta moral del ejército sueco y a la estrategia superior empleada por los protestantes.

## Desarrollo
Los suecos estaban integrados en dos filas de infantería en el centro además de una batería de artillería, con caballería en las alas; aunado a eso, tenían una reserva formidable de infantería y dos de caballería detrás del centro. Las tropas imperiales, al contrario, estaban integradas en una sola fila, aunque también con la caballería en las alas. La formación sueca proporcionaba mayor libertad de operación a sus tropas y una eficaz implementación de reservas. 
Tilly comenzó la batalla atacando a las tropas sajonas en el ala izquierda de los protestantes, con una gran parte de su ejército veterano, intentando rodear a las fuerzas suecas. Su ataque fue inicialmente exitoso, derrotó a los sajones, los cuales huyeron del campo de batalla. No obstante, el capitán sueco Horn contraatacó y logró contener el ataque.
Mientras tanto, en el ala derecha, los jinetes al mando del conde de Pappenheim sucumbieron ante sus contrapartes, comandados por Gustavo II Adolfo, y abrieron el camino para un asalto sueco desde atrás. El rey sueco procedió a invadir el centro del ejército imperial, capturando su batería de artillería. Rodeado, el ejército de Tilly inició la retirada, sufriendo tremendas pérdidas.
La siguiente versión se ha realizado según la descripción de la batalla en la obra de Friedrich Schiller, Geschichte des dreissigjährigen Kriegs (Historia de la guerra de los Treinta Años), y el plano dibujado por E.R. basado en este texto.
El conde Tilly había rehuido hasta entonces el enfrentamiento, pero saliendo de Leipzig (M) en dirección noreste, llegó al término de Breitenfeld (A), una extensa llanura. En lo alto de las colinas (B), que acababa de cruzar para bajar a la llanura, colocó su artillería (B1), (B2) y (B3), dirigida hacia el noreste, desde donde había de llegar el ejército enemigo. Al pie de las colinas estableció sus campamentos (C1), (C2) y (C3), fortificándolos. Con esta disposición daba a entender que pretendía dar una batalla defensiva: esperar a que el enemigo cruzase la llanura (A), rechazarlo al intentar tomar sus campamentos, obligándole a retirarse por donde había venido para, a continuación, perseguirlo y destrozarlo en su huida.
La derecha (D) estaba mandada por Fürstenberg, en el centro (E) se mantenía Tilly y el ala izquierda (F) la dirigía Pappenheim. 
El ejército enemigo estaba formado por el bloque de suecos, con la derecha (G) al mando de Banner, el centro (H) al de Teufel y la izquierda (I) al de Horn. Gustavo II Adolfo se mantenía en el grupo de Banner. En la extrema izquierda (J) marchaba el ejército sajón. Intencionadamente, Gustavo II Adolfo había ordenado mantener un amplio pasillo (K) entre Horn y los sajones.
A las 7 de la mañana comenzaron a avanzar por la llanura (A) los suecos y sajones hacia las colinas, al pie de las que se hallaban las tropas de Tilly, el cual había dado órdenes estrictas de mantenerse en los campamentos, esperando la llegada del enemigo. 
La potente artillería de Tilly empezó a disparar con gran intensidad en dirección al enemigo. El viento soplaba desde el oeste, con lo que el humo de la pólvora de la artillería de Tilly se extendió rápidamente hacia la llanura. A su vez, el ejército enemigo, al marchar por la tierra seca y recién labrada, levantaba mucho polvo. Con el humo desarrollado por la artillería y el polvo levantado por las pisadas de los hombres y caballos suecos y sajones, toda la llanura quedó cubierta pronto de humo y polvo que hacía imposible ver a Tilly las direcciones exactas que estaban tomando las columnas enemigas.
Ante ello, Greifenwald, desobedeciendo, salió de su campamento y se adentró en la llanura. Se encontró pronto con el enemigo con el que chocó (L) violentamente, saliendo tan descalabrado, que quemó un pueblo cercano para cubrir su retirada, creando aún más humo en el campo de batalla; pero aun así, muy perseguido, no solo no se limitó a retirarse a su campamento, sino que abandonando el campo de batalla, emprendió la huida definitiva hacia Leipzig (M).
Tilly, al comprobar que Greifenwald había salido al ataque, se vio obligado a hacer lo mismo, adentrándose con sus tropas y las de Fürstenberg en la llanura, pero sin saber exactamente dónde se hallaban las fuerzas enemigas. 
Tilly acabó encontrándolas en (N) y Fürstenberg en (O). Ambas fueron rechazadas, tomando un desvío (P) hacia la derecha, donde presumían que estaban los sajones, a los que consideraban más débiles, y que por haber sido aliados suyos en campañas anteriores, era posible que se pasasen de bando sin presentar combate.
Los encontraron efectivamente en (Q), se enfrentaron y los obligaron a retirarse hacia (R). Parte de la tropa de Horn había marchado tras Tilly, deteniéndose en el lado oeste (S) del pasillo (K). Gustavo II Aldolfo con Banner y Teufel, libre de enemigos el frente de la llanura que tenían ante ellos, por la huida de Greifenwald y el desvío de Tilly hacia los sajones, llegaron sin dificultad a ocupar los campamentos (C) de éstos, y a apoderarse de su artillería instalada en las colinas (B), dirigiendo los cañones capturados hacia el pasillo (K). 
Tilly, tras derrotar a los sajones, volvió sobre sus pasos, pero al llegar al pasillo (K) se vio sometido a un efectivo bombardeo que realizaban sobre él los suecos desde las colinas (B) con los cañones que habían capturado. Al ver las tropas de Horn al otro lado del pasillo (K), creyó que se trataba del ejército sueco en su totalidad. Concluyó que tenía perdida la batalla y abandonó el campo por el pasillo (K), sometido al fuego de la artillería, y, cayendo ya la tarde, por el acoso de las tropas de Horn que salieron en su persecución. La retirada resultó desastrosa, no cesando la persecución hasta llegada la noche. El pasillo (K), dejado libre con toda intención por Gustavo II Adolfo, justifica el dicho: "A enemigo que huye, puente de plata". 
Los muertos del ejército de Tilly fueron 7000, capturando los suecos 5000 prisioneros, la artillería enemiga y los bagajes de sus campamentos, así como un centenar de banderas y estandartes. Los sajones tuvieron 2000 bajas, no superando 7000 las de los suecos.

Batalla de Breitenfeld

- Datos: Q205379
- Multimedia: Battle of Breitenfeld / Q205379